# Lisosoma
Els lisosomes són orgànuls de la cèl·lula que tenen formes variables però que estan recoberts per una membrana i a l'interior hi ha enzims que hidrolitzen les macromolècules. S'han aïllat més de quaranta enzims diferents a l'interior dels lisosomes. Tots ells tenen la característica de ser hidrolases, és a dir, enzims que catalitzen reaccions en les quals s'afegeixen o s'eliminen molècules d'aigua.
La seva funció és digerir els aliments i destruir les substàncies de rebuig.
Intervenen en la digestió de les substàncies que la cèl·lula capta de l'exterior per nodrir-se i també fan funcions de digestió intracel·lular.
Segons el seu origen, hi ha dos tipus de lisosomes:
- Els lisosomes primaris són aquells acabats de formar a partir de l'aparell de Golgi. Tenen forma rodona o ovalada i el seu contingut és homogeni. No han intervingut en cap procés digestiu. Quan s'hi uneixen altres partícules poden formar el lisosoma secundari o bé expulsar-ne el contingut directament a l'exterior
- Els lisosomes secundaris es formen quan un lisosoma primari es fusiona amb altres partícules com, per exemple, les que provenen de l'exterior de la cèl·lula, en un procés de digestió. Tenen una forma més variable que els primaris.

Els lisosomes es poden trobar a les cèl·lules animals, 

## Malalties lisosomals
- Per absència d'enzims lisosomals o per la pèrdua de la seva funció:
  - Malaltia de Tay-Sachs: Una disfunció de l'enzim hexosaminidasa provoca l'acumulació de gangliòsid GM2.
  - Malaltia de Pompe: Una disfunció de l'enzim α-glicosidasa provoca l'acumulació de glicogen.
  - Malaltia de Hunter: Una disfunció de l'enzim α-iduronosulfat provoca l'acumulació de sulfat heparan i dermatan.
  - Malaltia de Fabry: Una disfunció de l'enzim α-galactosidasa provoca l'acumulació de ceramida-hexosidasa.
  - Malaltia de Gaucher: Una disfunció de l'enzim β-glucosidasa provoca l'acumulació de glucocerebròsid.
  - Malaltia de Danon: Formes amb mal funcionament de les proteïnes de membrana LAMP 1 i 2.
- Per deficiència en la fosforilació de la manosa-6 dels enzims lisosomals:
  - Malaltia de les cèl·lules I.